# Бібліотека Джорджа Пібоді
Бібліотека Джорджа Пібоді — наукова бібліотека Університету Джонса Гопкінса в Балтиморі (штат Меріленд). Розташована в Консерваторії Пібоді на Вест-Маунт-Вернон-плейс в історичному культурному районі Маунт-Вернон-Бельведер на північ від центру міста, навпроти пам'ятника Вашингтону. Фонди доступні для всіх бажаючих відповідно до заповіту відомого балтиморського банкіра, фінансиста та філантропа Джорджа Пібоді.

## Історія
Спершу бібліотеку фінансував сам Джордж Пібоді, який розбагатів, займаючись торгівлею. У лютому 1857 року він «передав 300 000 доларів як початковий внесок для Інституту Пібоді».
Відкриття інституту планувалося на 1860 рік, але конфлікт між штатами, викликаний Громадянською війною в США, заморозив будівництво до 1866 року. На знак подяки за доброту та гостинність перший сегмент Західного крила нового Інституту Пібоді був присвячений громадянам Балтімора.
Сам інститут був задуманий як культурний центр міста Балтімор з перспективою створення художньої галереї, музичної школи, громадського лекторію. Також планувалося випустити нагороди, призначені для кращих випускників Університету. На той момент у місті знаходилися три державні середні школи: одна для хлопчиків у Центральній середній школі (на сьогодні Балтиморський міський коледж), та дві для дівчаток у Східній та Західній середній школі.
У місті також існувала публічна довідкова бібліотека, яка не видавала книги додому. У 1876—1878 роках ця бібліотека була переміщена до другого сегменту Східного крила інституту.
Західне крило Інституту Пібоді відкрилося 1866 року. Найвідоміші будівлі університету з видом на пам'ятник Вашингтону та східне крило бібліотеки були спроектовані в одному стилі; архітектором став Едмунд Лінд.
Бібліотека залишалася частиною Інституту Пібоді до 1967 року, доки вона не була переведена в місто Балтімор і стала відділом Вільної бібліотеки Еноха Пратта на Соборній вулиці. Тоді вона увійшла до відділення безкоштовної публічної бібліотеки Еноха Пратта. У 1982 році її передали Університету Джонса Гопкінса.

## Колекція
Основна колекція складається з 300 000 томів з широкого кола тем, але в основному зосереджена на книгах XIX століття, відповідно до бажання Пібоді, щоб бібліотека була «добре оснащена у всіх галузях знань та найбільш авторитетною літературою» . Тут представлені книги з релігії, британського мистецтва, архітектури, топографії та історії, зокрема американської; біографії; література з романської філології, історії науки; географії, подорожня література; художня література англійською та романськими мовами .

## Будівля
Завдяки розкішному інтер'єру бібліотека вважається однією з найкрасивіших у світі. Вона була спроектована балтиморським архітектором Едмундом Ліндом у співпраці з першим ректором Інституту Пібоді Натаніелем Г. Морісон, який описував її як «собор з книгами». Монументальний інтер'єр в неогрецькому стилі прикрашають чорно-білі мармурові плитки підлоги атріуму та 19-метрові вікна з важкого матового скла, а також п'ять ярусів прикрашених кованими гратами балконів з чорного чавуну. У період з липня 2002 по травень 2004 року бібліотека була відремонтована на суму 1 мільйон доларів .

## Приватні заходи
Бібліотека Джорджа Пібоді працює як місце проведення різноманітних культурних заходів. Плата за проведення заходів йде на підтримку фонду бібліотеки.